# Хандошкин, Иван Евстафьевич
Иван Евстафьевич Хандошкин (1747—1804) — русский скрипач, композитор и педагог. Основоположник русской скрипичной школы.

## Биография
Отец Ивана Остап Лукьянович Хандошкин, портной по профессии, играл в придворном оркестре Петра III на ударных инструментах; по более точным сведениям, был валторнистом у П. Б. Шереметева.
Игре на скрипке Хандошкин учился у Тито Порты. Благодаря содействию мецената Л. А. Нарышкина , вероятно, ездил в Италию, где занимался у известного Тартини. По другим данным он ездил в Голландию при финансовой поддержке Демидовых. 
Достиг в игре такого совершенства, что мог соперничать с знаменитыми в то время скрипачами Виотти, Местрино и Дицем. Впоследствии о нём говорили, как о «русском Паганини», что, в чисто хронологическом смысле, несколько неверно, так как Хандошкин был предшественником знаменитого скрипача.
Вернувшись в Россию, пятнадцатилетний Иван стал придворным камерным музыкантом. В придворном оркестре он проработал до 1785 года, достигнув звания первого камер-музыканта и капельмейстера.
В 1765 году восемнадцатилетний музыкант начал преподавать игру на скрипке в воспитательных классах Академии художеств, открытых лишь за год до его поступления туда на работу.
Несколько лет состоял также на службе в дирекции императорских театров, от которой, по ходатайству Г. А. Потёмкина, уволен в 1785 году с назначением пенсии за выслугу и назначен преподавателем в Екатеринославскую музыкальную академию. В отсутствие директора академии, профессора Сарти, Хандошкин исполнял обязанности его заместителя.
В 1789 году вернулся в Санкт-Петербург, где прожил остаток своей жизни.

## Достижения
Хандошкин написал более 100 сочинений для скрипки (преимущественно вариаций на русские песни). Написал три сонаты. Сочинения его издавались в XVIII веке И. Д. Герстенбергом и позднее Ф. Т. Стелловским.
Был первым учителем по скрипке Академии художеств.
Помимо скрипки, свободно владел гитарой и балалайкой.
«Концерт для альта с оркестром» (C-dur), который ранее исполнялся как концерт Хандошкина (например, Р. Баршаем), является музыкальной мистификацией М. Э. Гольдштейна.